# Castrato
Castrato (em italiano:  castrato, plural castrati, em português:  "castrado") é um cantor do sexo masculino cuja extensão vocal corresponde em pleno à das vozes femininas, seja de soprano, mezzo-soprano ou contralto. Isto ocorre porque o cantor, quando criança, foi submetido à castração para preservar sua voz aguda.
A castração antes da puberdade (ou na sua fase inicial) impede então a libertação para a corrente sanguínea dos hormônios sexuais produzidos pelos testículos, os quais provocariam o crescimento normal da laringe masculina (para o dobro do comprimento) entre outras características sexuais secundárias, como o crescimento da barba.
Quando o jovem castrato chega à idade adulta, o seu corpo desenvolve-se normalmente em termos de capacidade pulmonar e força muscular, mas a sua laringe não. A sua voz adquire assim uma tessitura única, com um poder e uma flexibilidade muito diferentes, tanto da voz da mulher adulta, como da voz mais aguda do homem não castrado (contratenor). Por outro lado, a maturidade e a crescente experiência musical do castrato tornavam a sua voz marcadamente diferente da de um jovem.
O termo castrato designa não só o cantor, mas também o seu próprio registro vocal.

## Oscastratina história
A prática de castração de jovens cantores (ou castratismo) existia desde o início do Império Bizantino, em Constantinopla, em torno de 400 d.C. A imperatriz bizantina, Élia Eudóxia, tinha um coro cujo mestre era um eunuco, que pode ter estabelecido o uso de castrati em coros bizantinos. Por volta do século IX, cantores eunucos eram bem conhecidos (pelo menos em Basílica de Santa Sofia), e permaneceu assim até o saque de Constantinopla pelas forças ocidentais da Quarta Cruzada em 1204. A partir de então, a prática de cantores eunucos desapareceu.
Somente no século XVI, na península Itálica, os castrati reapareceram, devido à necessidade de vozes agudas nos coros das igrejas. No fim da década de 1550, o duque de Ferrara tinha castrati no coro da sua capela. Está documentada a sua existência no coro da igreja de Munique a partir de 1574 e no coro da Capela Sistina a partir de 1599. Na bula papal Cum pro nostro pastorali munere de 1589, o papa Sisto V aprovou formalmente o recrutamento de castrati para o coro da Basílica de São Pedro.
Na ópera, esta prática atingiu o seu auge nos séculos XVII e XVIII. O papel do herói era muitas vezes escrito para castrati, como por exemplo nas óperas de Handel. Nos dias de hoje, esses papéis são frequentemente desempenhados por cantoras ou por contratenores. Todavia, a parte composta para castrati de algumas óperas barrocas é de execução tão complexa e difícil que é quase impossível cantá-la.
Muitos rapazes alvo da castração eram crianças órfãs ou abandonadas. Algumas famílias pobres, incapazes de criar a sua prole numerosa, entregavam um filho para ser castrado. Em Nápoles, recebiam a sua instrução em conservatórios pertencentes à Igreja, onde lecionavam músicos de renome. Algumas fontes referem que muitas barbearias napolitanas tinham à entrada um dístico com a indicação Qui si castrano ragazzi (Aqui castram-se rapazes).
Em 1870, a prática de castração destinada a este fim foi proibida na Itália, o último país onde ainda era efetuada. Em 1902, o Leão XIII proibiu definitivamente a utilização de castrati nos coros das igrejas. O último castrato a abandonar o coro da Capela Sistina foi Alessandro Moreschi, em 1913.
Na segunda metade do século XVIII, a chegada do verismo na ópera fez com que a popularidade dos castrati entrasse em declínio. Por alguns anos, ainda existiram desses cantores na Itália. Com o tempo, porém, esses papéis foram transferidos aos contratenores e, algumas vezes, às contraltos ou às sopranos.

## O filmeFarinelli - Il Castrato

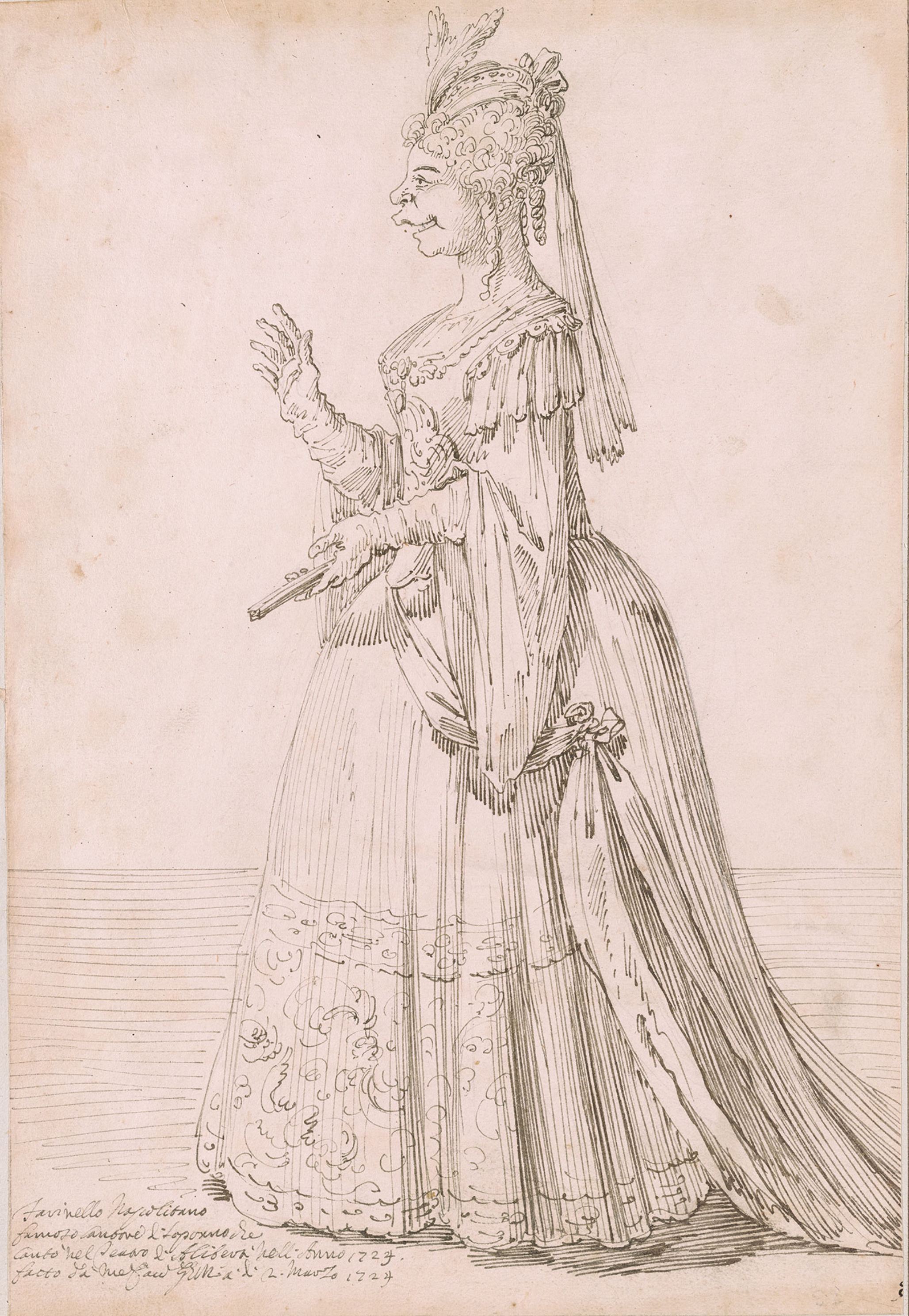
Caricatura do ano 1724, representando Farinelli em trajes femininos.

O mais famoso castrato do século XVIII terá sido Carlo Broschi, conhecido por Farinelli, tendo sido realizado um filme sobre a sua vida, Farinelli - Il Castrato.
O filme de Gérard Corbiau (1994) focaliza a vida do mítico cantor italiano Carlo Broschi (1705-1782), que iniciou sua carreira ao lado do irmão, o compositor Riccardo Broschi. Fora aluno de Nicola Porpora e ganhou muito prestígio em toda a Europa. Aparece como um galã de olhar triste e solitário, e encerrou carreira como cantor exclusivo do rei Felipe V da Espanha, que o contratou porque seu canto era a única coisa que o tirava da depressão.
No longa-metragem, Farinelli vive um embate com o compositor Haendel, que quase vai à falência quando o astro rouba o público de seu teatro para o do concorrente.
Na época dos castrati, a estrela era o cantor; a música, portanto, deveria estar a serviço dele. E o filme toca nesse assunto quando Haendel descarrega em Farinelli todo seu ódio. De ambas as partes, era uma relação alimentada por admiração e raiva.
Farinelli alcançava 3,4 oitavas, do Lá2 até o Ré6, com sua voz e, dizem, tinha a capacidade de sustentar 150 notas em um só fôlego. Para fazer o filme, foi necessário juntar a interpretação de dois cantores, um contratenor Derek Lee Ragin e uma soprano Ewa Małas-Godlewska.
Como não há gravações, ninguém sabe dizer ao certo como era a voz de Farinelli e de seus contemporâneos.
Há apenas alguns registros do último castrato, Alessandro Moreschi (1858–1922), que serviu na Capela Sistina e, entre 1902 e 1904, gravou dez discos.
"Hostias Et Preces"ⓘ Gravação: registro da voz de Alessandro Moreschi, cantando Hostias et preces de Eugenio Terziani.
Tessitura usual: Lá3 ao Fá5.

## Papéis operísticos
Tanto na ópera quanto na música sacra é inegável o importância de papéis masculinos desempenhados por castrati, tais como:
- Orlando, em Orlando Furioso de Vivaldi;
- Giulio Cesar, em Giulio Cesare de Haendel;
- Alessandro, em Alessandro de Haendel;
- Adão, em Il primo Omicidio de Alessandro Scarlatti;
- Orfeu, na versão vienense de Orphée et Eurydice de Gluck;

## O livro "Cry to Heaven"
"Cry to Heaven" é uma obra de Anne Rice de 1982, que descreve a vida dos castrati italianos na sociedade do século XVIII. Cantores de ópera que eram adulados por multidões, como hoje o são os ídolos de música pop, objetos de paixões por homens e mulheres, mas que, no entanto, não deixavam de ser considerados apenas como meio-homens (ou meio-humanos).